# Tondrakians
Els tondrakians foren els paulicians d'Armènia. El seu nom venia de la ciutat de Tondrak o Thondrak on tenia el seu centre principal. La secta rebutjava l'església armènia, per massa rígida i materialista i van apressar la seva reforma. El patriarca Hovahnnes III va fer dos sínodes contra els paulicians, un a Dvin el 719 i un a Malazgird el 726, però les condemnes no van servir per res. L'heretgia, en la seva forma armènia, va néixer el 840 a Thondrak iniciada per Simbaci de Zarehavan, i foren anomenats inicialment thulalians (durant el temps que van tenir com a centre la ciutat de Thulail) i Arevordiq (fills del sol). Gregori Magistros (Grigor Pahvlavuni), un armeni que fou governador imperial d'aquelles regions a la primera meitat del segle xi, anomenava Tondrak com Shnavank, «Monestir de gossos». Foren perseguits i gairebé exterminats però encara al segle xix encara es van trobar comunitats tondrakianes a l'Armènia russa.